# Dick's Picks Volume 26
Dick's Picks Volume 26 es el vigesimosexto álbum en vivo de Dick's Picks, serie  de lanzamientos en vivo de la banda estadounidense Grateful Dead. Fue grabado el 26 de abril de 1969 en el Electric Theater, en Chicago, Illinois y el 27 de abril de 1969 en el Labor Temple, en Minneapolis, Minnesota.

## Caveat emptor
Cada volumen de Dick's Picks tiene su propia etiqueta “caveat emptor”, que informa al oyente sobre la calidad del sonido de la grabación. La etiqueta del volumen 26 dice:
“Dick's Picks Vol. 26 fue masterizado directamente de las cintas analógicas estéreo originales de 7½ ips. Es un vistazo de historia, no una grabación profesional moderna y, por lo tanto, puede exhibir algunas anomalías técnicas y los efectos inevitables de los estragos del tiempo.”

## Recepción de la crítica
En una reseña para AllMusic, Lindsay Planer declaró: “Las energías sónicas grandilocuentes se dispersan durante el encore de «Morning Dew», que culmina perfectamente lo que, según todos los informes, debería considerarse un volumen ‘imprescindible’ en la serie de Dick's Picks”.
John Metzger, crítico de The Music Box, comentó: “El estruendoso rugido de «That's It for the Other One» envuelve mágicamente la oleada salvaje y cataclísmicamente palpitante de «The Eleven», y los casi 27 minutos épicos de «Dark Star» llevan audazmente los pensamientos de uno a lo largo de un delicado estribillo musical a los confines más lejanos de la conciencia humana y, en última instancia, a la trascendencia espiritual. De acuerdo, Dick's Picks, Volume 26 no es el principal escaparate de la banda de esta época, pero es maná del cielo, de todos modos”.

## Lista de canciones
Todas las canciones escritas y compuestas por Jerry Garcia y Robert Hunter, excepto donde esta anotado. 
| Disco uno |                               |                                  |          |  |
| N.º       | Título                        | Escritor(es)                     | Duración |  |
| 1.        | «Dupree's Diamond Blues»      |                                  | 4:30     |  |
| 2.        | «Mountains of the Moon»       |                                  | 6:46     |  |
| 3.        | «China Cat Sunflower»         |                                  | 5:58     |  |
| 4.        | «Doin' That Rag»              |                                  | 7:18     |  |
| 5.        | «Cryptical Envelopment»       | Garcia                           | 3:06     |  |
| 6.        | «The Other One»               | Bill Kreutzmann Bob Weir         | 7:21     |  |
| 7.        | «The Eleven»                  | Hunter Phil Lesh                 | 8:00     |  |
| 8.        | «The Other One»               |                                  | 1:05     |  |
| 9.        | «I Know It's a Sin»           | Jimmy Reed                       | 4:29     |  |
| 10.       | «Turn On Your Lovelight»      | Deadric Malone Joseph Wade Scott | 20:37    |  |
| 11.       | «Me and My Uncle»             | John Phillips                    | 4:12     |  |
| 12.       | «Sittin' on Top of the World» | Lonnie Carter Walter Jacobs      | 3:38     |  |

| Disco dos |                          |                                                                           |          |  |
| N.º       | Título                   | Escritor(es)                                                              | Duración |  |
| 1.        | «Dark Star»              | Garcia Mickey Hart Hunter Kreutzmann Phil Lesh Ron “Pigpen” McKernan Weir | 26:37    |  |
| 2.        | «St. Stephen»            | Garcia Hunter Lesh                                                        | 9:19     |  |
| 3.        | «The Eleven»             |                                                                           | 10:19    |  |
| 4.        | «Turn on Your Lovelight» |                                                                           | 15:25    |  |
| 5.        | «Morning Dew»            | Bonnie Dobson Tim Rose                                                    | 10:48    |  |

## Créditos y personal
Créditos adaptados desde el folleto que acompaña al CD.
Grateful Dead
- Tom Constanten – teclado
- Jerry Garcia – voz principal y coros, guitarra acústica y eléctrica
- Mickey Hart – batería
- Bill Kreutzmann – batería
- Phil Lesh – bajo eléctrico, coros
- Ron “Pigpen” McKernan – percusión, armónica, coros
- Bob Weir – guitarra rítmica, coros

Personal técnico
- Owsley Stanley – grabación
- David Lemieux – archivista
- Jeffrey Norman – masterización
- Eileen Law/Grateful Dead Archives – investigadora de archivo

Diseño
- Robert Minkin – ilustración, diseño de embalaje